# N/a
n/a або N/A — абревіатура англійських виразів, що використовуються в статистичних таблицях. Український відповідник н/д, н/в, н/п або ж  н/з
Українською абревіатура н/д, н/в, н/п або ж  н/з може мати такі значення:
1. н/д або нд: недійсний[1][2]
2. н/д або нд: недоступний
3. н/в або нв: невідповідний
4. н/в або нв: невизначений[2]
5. н/п або нп: непридатний
6. н/з або нз: незастосовний[3][4]

Англійською абревіатура n/a може мати такі значення:
1. not applicable[5] (незастосовний) — два або більше елементів не сумісні один з одним;
2. not available (недоступний) — немає даних, постійно або тимчасово;
3. no answer (немає відповіді) — не відноситься до чогось, що не відомо, чи немає відповіді.